# Wildstrubelmassiv

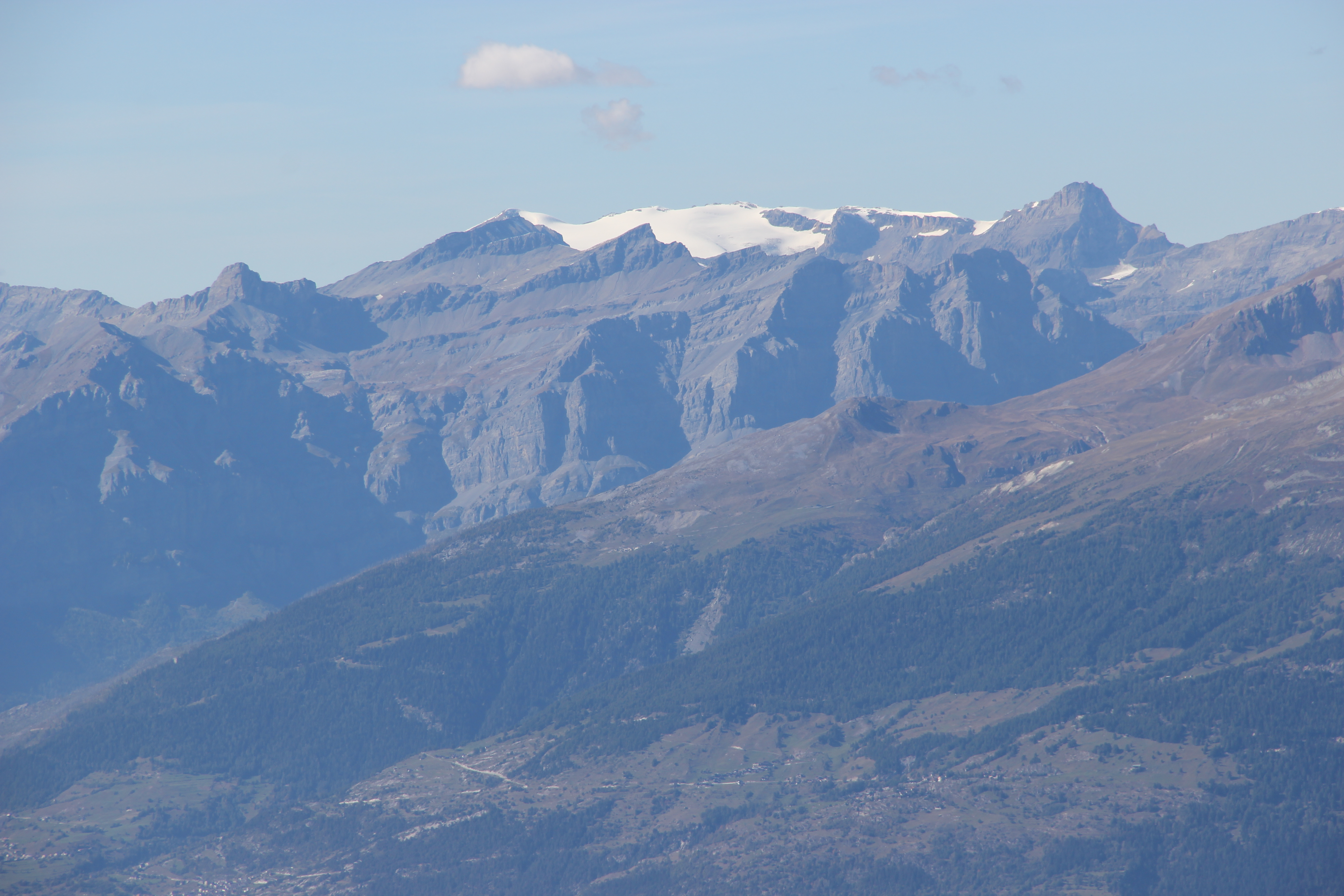
Wildstrubel and Grossstrubel

Das Wildstrubelmassiv ist ein Bergmassiv in den westlichen Berner Alpen, welches zum Teil stark vergletschert ist. Es erstreckt sich im Norden von Adelboden und Lenk bis zum Rhonetal im Süden und liegt zu 65 % auf Berner Boden, der Rest entfällt auf das Wallis.
Den grössten Teil des Wildstrubelmassivs nehmen der Wildstrubel (3244 m ü. M.), der Mittelgipfel (3243 m ü. M.) und der Grossstrubel (3243 m ü. M.) ein. Weitere Teile des Wildstrubelmassivs entfallen auf den Glacier de la Plaine Morte und auf weitere Gipfel wie den Mont Bonvin (2995 m ü. M.). Nordöstlich des Wildstrubelmassivs befindet sich die Lohnergruppe, westlich der Rawilpass, der das Wildstrubelmassiv vom Wildhornmassiv trennt und im Süden das Skigebiet Crans-Montana.
Koordinaten: 46° 24′ N, 7° 32′ O; CH1903: 606919 / 138773